# 太井村 (神奈川県)
太井村（おおいむら）は、神奈川県津久井郡に存在した村。現在の相模原市緑区東部に位置した。

## 地理
- 山：城山
- 川：相模川

## 歴史
- 1889年（明治22年）4月1日 - 町村制の施行により太井村が単独村制。大字は編成しなかった。中野村、又野村、三ケ木村、根小屋村との町村組合が発足し、組合役場を中野村に設置。
- 1925年（大正14年）7月1日 - 中野町・又野村・三ケ木村と合併し、改めて中野町が発足。同日太井村廃止。
- 1955年（昭和30年）4月1日 - 中野町が串川村・鳥屋村・青野原村・青根村および三沢村の一部（大字三沢）と合併して津久井町が発足。
- 2006年（平成18年）3月20日 - 津久井町が相模原市に編入。
- 2010年（平成22年）4月1日 - 相模原市が政令指定都市に移行し、旧村域が緑区となる。